# ولاية غومبي
ولاية گومبي هي إحدى الولايات الست وثلاثين المكونة لنيجيريا. الإنجليزية هي اللغة الرسمية.

## أعلام
- أودو إدريس عمر
- شيغوزي أغبيم
- إدريس أبو بكر